# Дейліне
Дейліне (англ. Déline) — поселення в Канаді, у  Північно-західних територіях.

## Населення
За даними перепису 2016 року, поселення нараховувало 533 особи, показавши зростання на 12,9%, порівняно з 2011-м роком. Середня густина населення становила 6,7 осіб/км².
З офіційних мов обидвома одночасно володіли 10 жителів, тільки англійською — 515, а 5 — жодною з них. Усього 300 осіб вважали рідною мовою не одну з офіційних, з них усі — одну з корінних мов.
Працездатне населення становило 67,9% усього населення, рівень безробіття — 29,8%.
Середній дохід на особу становив $42 066 (медіана $23 744), при цьому для чоловіків — $41 560, а для жінок $42 672 (медіани — $22 272 та $26 048 відповідно).
19% мешканців мали закінчену шкільну освіту, не мали закінченої шкільної освіти — 48,8%, 32,1% мали післяшкільну освіту, з яких 18,5% мали диплом бакалавра, або вищий.
| Статево-вікова структура населення | Статево-вікова структура населення | Статево-вікова структура населення | Статево-вікова структура населення | Статево-вікова структура населення |
| ---------------------------------- | ---------------------------------- | ---------------------------------- | ---------------------------------- | ---------------------------------- |
|                                    |                                    |                                    |                                    |                                    |
| Всього                             | Всього                             | 52,8%47,2%                         |                                    |                                    |
| 0 — 14 років                       | 0 — 14 років                       |                                    | 20%                                | 20%                                |
| 15 — 64 років                      | 15 — 64 років                      |                                    | 72,4%                              | 72,4%                              |
| 65 і більше                        | 65 і більше                        |                                    | 7,6%                               | 7,6%                               |
| Середній вік (років)               | Середній вік (років)               | 36,033,1                           | 34,6                               | 34,6                               |
| Медіана (років)                    | Медіана (років)                    | 34,829,5                           | 32,4                               | 32,4                               |
| — чоловіки — жінки                 |                                    |                                    |                                    |                                    |

| Походження мешканців:     | Походження мешканців:     | Походження мешканців: | Походження мешканців: | Походження мешканців: |
| ------------------------- | ------------------------- | --------------------- | --------------------- | --------------------- |
| Походження                |                           |                       | осіб                  | %                     |
| Корінні американці        | Корінні американці        |                       | 495                   | 93.4%                 |
| Інше північноамериканське | Інше північноамериканське |                       | 10                    | 1.89%                 |
| Європейське               | Європейське               |                       | 60                    | 11.32%                |
| британське                | британське                |                       | 45                    | 8.49%                 |
| французьке                | французьке                |                       | 10                    | 1.89%                 |

## Клімат
Середня річна температура становить -5,9°C, середня максимальна – 17,4°C, а середня мінімальна – -31,4°C. Середня річна кількість опадів – 270 мм.
| Клімат поселення                              | Клімат поселення | Клімат поселення | Клімат поселення | Клімат поселення | Клімат поселення | Клімат поселення | Клімат поселення | Клімат поселення | Клімат поселення | Клімат поселення | Клімат поселення | Клімат поселення | Клімат поселення |
| Показник                                      | Січ.             | Лют.             | Бер.             | Квіт.            | Трав.            | Черв.            | Лип.             | Серп.            | Вер.             | Жовт.            | Лист.            | Груд.            |                  |
| Середній максимум, °C                         | −19,19           | −17,27           | −12,72           | −0,86            | 9,11             | 16,68            | 17,35            | 15,49            | 9,42             | 0,08             | −11,66           | −19,19           |                  |
| Середня температура, °C                       | −25,28           | −23,36           | −18,82           | −6,94            | 3,02             | 10,58            | 13,84            | 11,96            | 5,88             | −3,48            | −15,2            | −22,73           |                  |
| Середній мінімум, °C                          | −31,38           | −29,45           | −24,91           | −13,05           | −3,07            | 4,49             | 10,30            | 8,43             | 2,35             | −6,99            | −18,7            | −26,26           |                  |
| Норма опадів, мм                              | 10               | 11               | 11               | 12               | 16               | 25               | 40               | 43               | 38               | 30               | 22               | 12               |                  |
| Середньомісячна швидкість вітру, м/с          | 2.90             | 3.01             | 3.40             | 3.50             | 3.55             | 3.40             | 3.20             | 3.20             | 3.31             | 3.20             | 3.00             | 2.90             |                  |
| Середньомісячна сонячна радіація, кДж/м²·день | 590              | 2563             | 7940             | 15299            | 20094            | 22385            | 19524            | 14024            | 7923             | 2948             | 824              | 309              |                  |
| --------------------------------------------- | ---------------- | ---------------- | ---------------- | ---------------- | ---------------- | ---------------- | ---------------- | ---------------- | ---------------- | ---------------- | ---------------- | ---------------- | ---------------- |
| Джерело:                                      |                  |                  |                  |                  |                  |                  |                  |                  |                  |                  |                  |                  |                  |